# 동해수호대
《동해수호대》(東海守護隊, 영어: Eastsea Guardians)는 콘텐츠코어에서 만든 애니메이션으로, MBC에서 2020년 5월 18일부터 12월 7일까지 매주 월요일에 방영했다. 일본해가 아니라 동해라는 것을 알리고 환경 보호를 주제로 했다. 2018년 4월 24일에 장생포 고래생태체험관에서 4D 애니메이션으로 나왔다.

## 등장 인물
- 수호 (파란색 귀신고래)
- 올가 (분홍색 문어)
- 루치 (노란색 아귀)
- 니퍼 (대게)

## 제작진
- 기획: 최현종
- 책임 프로듀서: 이수인
- 조연출: 문승미
- 기획 / 제작총괄: 안용준
- 총감독: 김영진
- 라인 프로듀서: 강헌수
- 시나리오: 김현진, 김영진, 유가희, 김상남
- 디자인: 이종은, 윤세영, 유가희
- 스토리보드: 박은비, 강헌수, 권윤경
- 캐릭터 디자인: 강헌수, 박창하, 권윤경, 박은비
- 배경 미술: 박은정, 강헌수, 김재엽, 변윤주, 김시윤, 김하윤, 강성현, 정현하
- 리드 애니메이션: 강헌수, 권윤경
- 애니메이션: 김문희, 김재엽, 김지현, 김선희, 박보혜, 박영서, 이미진, 이승원, 최주호, 황인정
- 제작지원: 이태구, 이영숙, 이철호, 최종환
- 영상 편집: 김영진
- 성우: 김지민, 박찬호, 손정숙, 이유태
- 타이틀곡 작곡: 손정천
- 타이틀곡 작사: 김현진, 손정천
- 타이틀곡 노래: 박찬미
- 엔딩곡 작곡: 박현용
- 엔딩곡 작사: 김현진, 박현용
- 엔딩곡 노래: 박찬미
- 사운드 믹싱: 사운드파크, 루시미디어
- 마케팅: 이영주
- 제작: 콘텐츠코어(주)
- 지원: (사)부산애니메이션협회, (사)공동체창의지원네트워크, 부산대학교 조형예술연구소, 울산광역시 청년센터
- 제작지원: 한국산업기술진흥원
- 기획: MBC
- 제작: CONTENTS CORE